# الشعلة الزرقاء (كتاب)
الشعلة الزرقاء هو كتاب لجبران خليل جبران، يضم رسائل حبّه للكاتبة مي زيادة، وعددها سبعٌ وثلاثون رسالة.
أُعجبت ميّ بمقالات جبران فراسلته بعد قراءتها رواية “الأجنحة المتكسرة” عام 1912 تعرب عن إعجابها بقلمه، لتبدأ المراسلات بينهما وتستمر لعقدين متتاليين.
كان جبران مقيمًا في أمريكا، في حين كانت ميّ في مصر، يفصل بينهما “سبعة آلاف ميل”، حسب تعبير جبران، و”البحار المنبسطة” كما قالت ميّ.

## وصلات خارجية
- الشعلة الزرقاء على موقع هاشيت أنطوان